# Mick Schumacher
Mick Schumacher (ur. 22 marca 1999 w Vufflens-le-Château) – niemiecki kierowca wyścigowy, startujący w mistrzostwach świata Formuły 1 od sezonu 2021 w zespole Haas F1, mistrz Formuły 2 (2020), mistrz Europejskiej Formuły 3 (2018).
Syn 7-krotnego mistrza świata Formuły 1 Michaela Schumachera, bratanek kierowcy Formuły 1 Ralfa Schumachera, stryjeczny brat Davida Schumachera.

## Życiorys

### Formuła 4

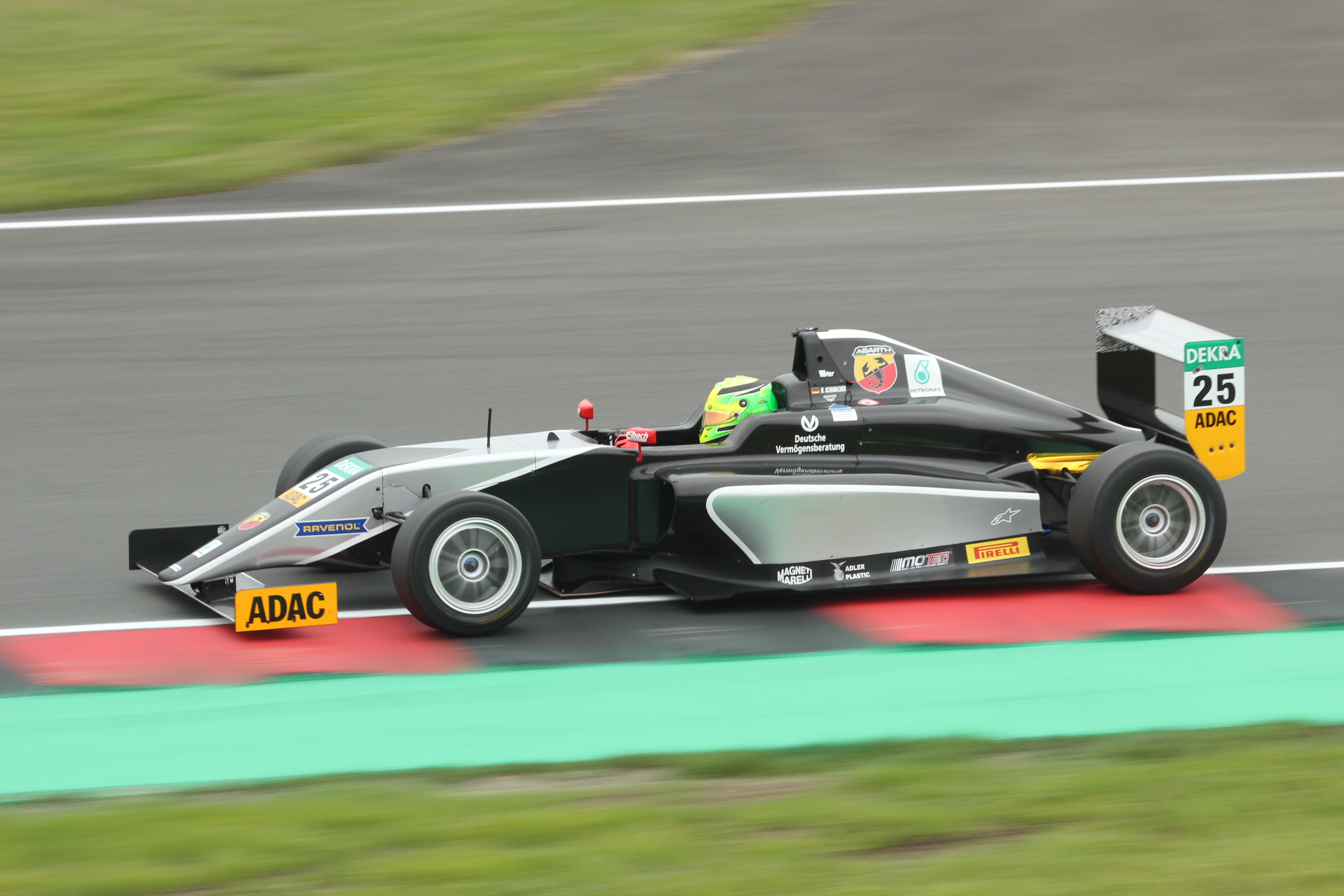
Mick Schumacher w trakcie wyścigu Formuły 4 na niemieckim torze Oschersleben w 2015 roku

Po startach w kartingu, Schumacher rozpoczął międzynarodową karierę w jednomiejscowych samochodach wyścigowych w 2015 roku od startów w Niemieckiej Formule 4 w holenderskim zespole Van Amersfoort Racing. Podczas trzeciego wyścigu pierwszej rundy sezonu na torze Oschersleben sięgnął po pierwsze w karierze zwycięstwo. Po raz drugi na podium stanął w przedostatniej eliminacji sezonu na tym samym obiekcie. Zajął wówczas trzecią lokatę. Punktował łącznie jedenastokrotnie, a dzięki 92 punktom w klasyfikacji zmagania zakończył na 10. miejscu.
W styczniu 2016 roku wystartował w rundzie serii MRF Challenge Formula 2000 na hinduskim torze Madras Motor Race Track. Dwa z czterech startów zakończył na podium. Dorobek 51 punktów również i tym razem sklasyfikował go na 10. pozycji.
W sezonie zasadniczym reprezentował włoską ekipę Prema Powerteam nie tylko w Niemieckiej, ale także Włoskiej Formule 4. W obydwóch Niemiec walczył o tytuł mistrzowski. W pierwszej z nich musiał uznać jednak wyższość Australijczyka Joeya Mawsona (różnicą 52 punktów), natomiast w drugiej Argentyńczyka Marcosa Sieberta (różnicą 15 punktów). W niemieckiej edycji dwunastokrotnie meldował się na podium (pięć razy na jego najwyższym stopniu), a także trzykrotnie sięgnął po pole position i dwukrotnie uzyskał najszybsze okrążenie. We włoskiej natomiast dziesięciokrotnie stawał na podium (pięć razy zwyciężał), czterokrotnie startował z pierwszego pola oraz sześciokrotnie wykręcił najlepszy czas okrążenia wyścigu. W pierwszej z serii wyścigowych przekroczył pulę trzystu, natomiast w drugiej dwustu punktów.
W przerwie zimowej ponownie zaangażował się we starty w MRF Challenge Formula 2000, tym razem jednak na pełny etat. Niemiec dziewięciokrotnie stawał na podium, z czego czterokrotnie na jego najwyższym stopniu. Dwukrotnie startował również z pole position. Czterech startów jednak nie ukończył, w konsekwencji czego stracił do bezpośrednich rywali w walce o tytuł – Brytyjczyka Harrisona Neweya i Mawsona – 64 punkty. Ostatecznie rywalizację zakończył na 3. miejscu.

### Formuła 3

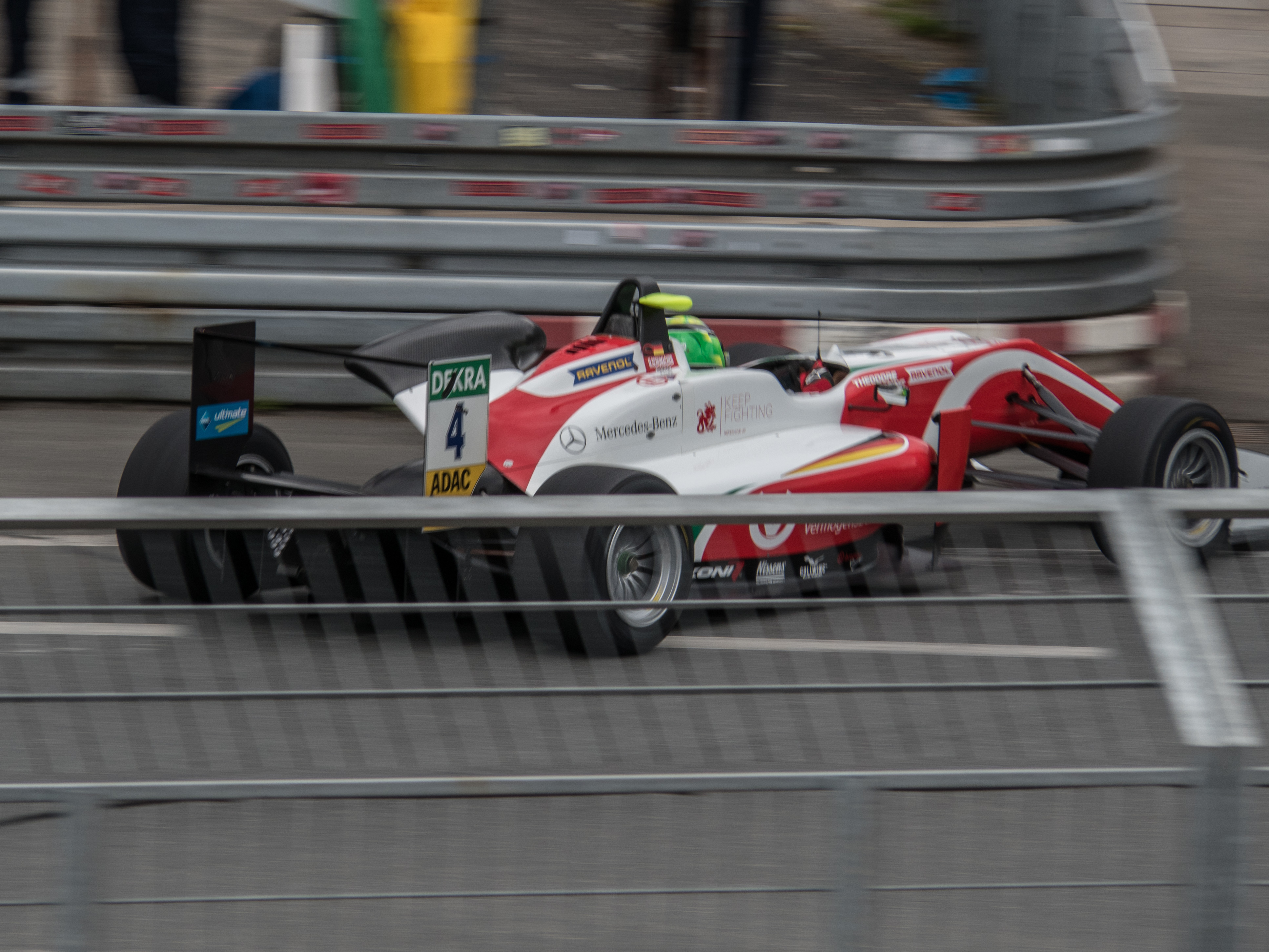
Mick Schumacher w trakcie wyścigu Europejskiej Formuły 3 na niemieckim torze Norisring w 2018 roku

W 2017 roku Schumacher awansował do Europejskiej Formuły 3, gdzie ponownie reprezentował barwy ekipy Prema Powerteam. Pierwszy sezon startów Niemiec zakończył na 12. miejscu z dorobkiem 94 punktów. W 18 z 33 startów sięgał po punkty. Jedyne podium zdobył w drugim wyścigu rundy na włoskim torze Monza. Linię mety przeciął na trzeciej pozycji.
Podczas kwalifikacji do Grand Prix Makau Mick zakwalifikował się na siódmym miejscu. W wyścigu kwalifikacyjnym, podczas ataku na Austriaka Ferdinanda Habsburga, zatrzymał się w zakręcie Lisboa Band. Ostatecznie do mety dojechał na dwudziestej pierwszej pozycji. W wyścigu głównym Mick prezentował dobre tempo, dzięki czemu awansował na jedenastą lokatę. Problemy techniczne na dwa okrążenia przed końcem zmusiły go jednak do wycofania z rywalizacji. Zachował jednak najszybsze okrążenie wyścigu.
W sezonie 2018 kontynuował współpracę z Premą. Pierwsza połowa sezonu nie układała się po myśli Schumachera. W ciągu piętnastu wyścigów zaledwie trzykrotnie stawał na podium. Przełomowym momentem był jednak trzeci start na belgijskim torze Spa-Francorchamps, gdzie odniósł zwycięstwo. W trakcie kolejnych dwunastu wyścigów dziewięciokrotnie meldował się na podium, z czego aż siedmiokrotnie na jego najwyższym stopniu. Jego najgroźniejszy rywal w walce o tytuł, Brytyjczyk Daniel Ticktum, oskarżał więc organizatorów o wspieranie Niemca w walce o mistrzostwo. Najlepiej spisał się w domowej rundzie na torze Nürburgring, gdzie w każdym starcie okazał się najlepszy. Na finał sezonu do Hockenheimringu jechał jako lider klasyfikacji generalnej. W pierwszym starcie dojechał na dwunastej lokacie, w drugim jednak linię mety przeciął jako drugi. Przewaga 51 punktów nad drugim Ticktumem pozwoliła mu zapewnić sobie tytuł mistrzowski na wyścig przed zakończeniem sezonu. W ostatnim starcie także dojechał na drugiej pozycji. Ostatecznie sezon zakończył z dorobkiem 365 punktów, czternastu miejsc na podium (w tym ośmiu zwycięstw), siedmiu pole position i czterech najszybszych okrążeń.
Po raz drugi wystartował w Grand Prix Makau. W kwalifikacjach uzyskał dziewiąty czas. W wyścigu kwalifikacyjnym zdołał awansować na szóste miejsce. W wyścigu głównym Schumacher skorzystał na problemach Estończyka Ralfa Arona i linię mety przeciął jako piąty.

### Formuła 2

#### Sezon 2019

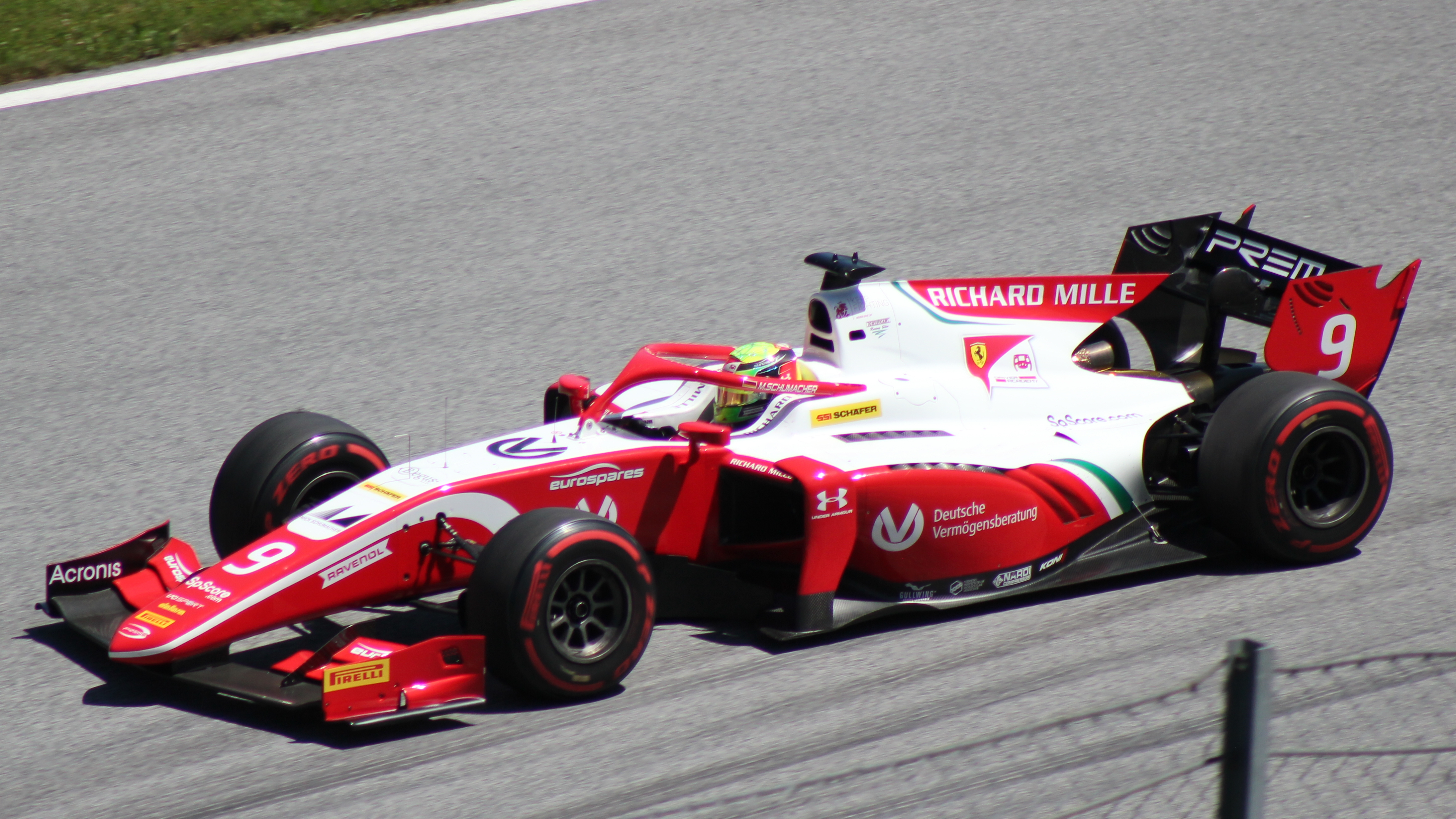
Schumacher w bolidzie Formuły 2 zespołu Prema Racing podczas wyścigu w Austrii (2019)

W sezonie 2019 Schumacher kontynuował starty w zespole Prema Racing, ale zadebiutował w mistrzostwach Formuły 2. W pierwszym starcie sezonu na torze Sakhir Mick zajął ósme, a następnie szóste miejsce. Podczas drugiego startu w Bahrajnie Schumacher po raz pierwszy w wyścigu rangi F2 startował z pole position. W drugiej rundzie mistrzostw, Schumacher nie ukończył sobotniego wyścigu na ulicznym torze w Baku, gdy po błędzie na jednej z szykan nie mógł ponownie uruchomić silnika. Za to w niedzielnym wyścigu poprawił swój najlepszy wynik sezonu zajmując piątą lokatę. Kolejne dwa weekendy startowe, na hiszpańskim torze de Catalunya-Barcelona i Monako plasował się w drugiej dziesiątce i nie punktował. W piątej rundzie mistrzostw na francuskim torze Paula Ricarda w Le Castell nie ukończył obu wyścigów. W pierwszym z nich odpadł z rywalizacji po kolizji z zespołowym partnerem Seanaem Gelaelem, który wjechał w tył bolidu Schumachera na zakręcie numer trzy. Dojechał na pit stop, ale zniszczenia jego bolidu były zbyt duże, i uniemożliwiły kontynuowanie wyścigu. Z kolei w niedzielnym wyścigu był zmuszony do wycofania się po problemach technicznych. W szóstej rundzie na austriackim torze Red Bull Ring zajął dopiero 18. miejsce w sobotnim starcie, ale w niedzielnym sprincie awansował z końca stawki na czwartą lokatę wyprzedzając czterech rywali już na pierwszym zakręcie. Podczas rywalizacji na brytyjskim torze Silverstone zajął 11. lokatę i zdołał awansować na szóstą pozycję w niedzielnym sprincie po zaciętej rywalizacji z Nicholasem Latifim. W ósmej rundzie mistrzostw na torze Hungaroring w Budapeszcie Schumacher zajął wysokie, czwarte miejsce w kwalifikacjach, ale został wyprzedzony przez dwóch Brytyjczyków Jacka Aitkena i Jordana Kinga. Z kolei w wyścigu sprinterskim po raz drugi w sezonie startował z pole position i utrzymał tę lokatę wygrywając tym samym swój pierwszy wyścig Formuły 2 w karierze. Dziewiąty weekend startowy na torze Spa-Francorchamps został anulowany. W sobotnim wyścigu głównym Schumacher wystartował z szóstej pozycji, ale rywalizacja została przerwana po poważnym wypadku Francuza Anthoine Huberta i Amerykanina Juana Manuela Correa’y. Hubert zmarł w szpitalu w wyniku poniesionych obrażeń, przez co niedzielny sprint również został odwołany. W ostatnich trzech weekendach startowych, na sześć wyścigów Schumacher ukończył trzy, z czego punktował zaledwie w dwóch. W dziesiątej rundzie na włoskim torze Monza w obu wyścigach zanotował najszybsze okrążenia, ale pierwszego z nich nie ukończył, zaś w sprincie był szósty. W Soczi nie ukończył obu wyścigów. W sobotniej rywalizacji na 11 okrążeń przed końcem z jego bolidu zaczął wydobywać się dym i zaczął on tracić paliwo, przez co Mick musiał się wycofać, podobnie jak dzień później. W finałowym weekendzie startowym na torze Yas Marina w Abu Zabi Schumacher zajął dziewiąte i jedenaste miejsce. Sezon 2019 zakończył na 12. miejscu w klasyfikacji generalnej z dorobkiem 53 punktów.

#### Sezon 2020
W sezonie 2020 Schumacher kontynuował starty w Formule 2, w zespole Prema Racing. Sezon rozpoczął się dopiero w lipcu, ze względu na wybuch pandemii COVID-19. Pierwsze dwie rundy mistrzostw były rozgrywane na austriackim torze Red Bull Ring. W pierwszej z nich punktował tylko w sprincie zajmując siódmą lokatę, ale w wyścigu głównym drugiej rundy uplasował się tuż za podium. Z kolei w niedzielnym sprincie jechał na trzeciej pozycji, ale musiał wycofać się po tym, gdy w jego bolidzie aktywowała się gaśnica. Było to spowodowane uszkodzeniem przełącznika gaśnicy przez kawałek gumy wystrzelonej z opony jego pojazdu. Pierwsze sukcesy w sezonie Schumacher zanotował w czwartej rundzie mistrzostw na węgierskim Hungaroringu, gdzie w obu wyścigach weekendu stawał na trzecim stopniu podium. W sobotnim wyścigu był blisko zwycięstwa, gdyż prowadził w nim na sześć okrążeń przed metą, ale w końcówce wyścigu zdołał wyprzedzić go najpierw Robert Szwarcman, a następnie na dwa okrążenia przed końcem również Rosjanin Nikita Mazepin. W kolejnych dwóch rundach na Silverstone pechowo zakończył się dla niego sprint w pierwszej z nich – gdy doszło do pojawienia się na torze samochodu bezpieczeństwa w trakcie usuwania bolidu Ilotta obydwaj kierowcy Premy Racing, Schumacher i Szwarcman zjechali na podwójny pit stop, ale mechanicy nie byli na to przygotowani. Spowodowało to zakończenie przez Schumachera wyścigu na 14. miejscu. Drugi weekend na brytyjskim torze Mick zakończył drugim miejscem w sprincie, za Japończykiem Yukim Tsunodą, choć podczas wyścigu doszło do jego kolizji z zespołowym kolegą Szwarcmanem. Po wyścigu sędziowie przeanalizowali zdarzenie, ale uznali je za „incydent wyścigowy” bez konsekwencji dla Schumachera. Sukcesem zakończył się dla niego również sprint szóstej rundy mistrzostw w Barcelonie, kiedy to zajął trzecią pozycję za Drugovichem i Ghiotto. Rezultaty Micka utrzymały się na poziomie podium przez kolejne dwie rundy mistrzostw, przez co stawał na podium pięć razy z rzędu. W belgijskich wyścigach zajął kolejno trzecie i drugie miejsce, zaś w wyścigu głównym na Monzy wyprzedził aż pięciu rywali już na pierwszym zakręcie i wywalczył drugie w karierze zwycięstwo w Formule 2 oraz na tym etapie rywalizacji tracił do Ilotta i Szwarcmana zaledwie trzy punkty w klasyfikacji generalnej. W niedzielnej rywalizacji zajął trzecie miejsce. Dobrą passę Schumachera przerwały wyścigi na włoskim torze Mugello, gdzie startował dopiero z 15. miejsca i w obu wyścigach wypadł poza podium, ale objął samodzielne prowadzenie w klasyfikacji generalnej mistrzostw. W dziesiątej rundzie na torze Sochi Autodrom Schumacher umocnił się na pozycji lidera mistrzostw zdobywając trzecie zwycięstwo w karierze po pokonaniu Tsunody i Ilotta. Następnie weekend w Soczi zakończył trzecim miejscem w niedzielnym sprincie, za który otrzymał połowę punktów (kierowcy nie przejechali 75% dystansu wyścigu), ze względu na przerwanie wyścigu po wypadku Aitkena i Ghiotto, którzy nie odnieśli obrażeń, ale uszkodzeniu uległy bandy ochronne na torze. Sezon zakończyły dwie rundy na bahrańskim torze Sakhir, gdzie Mick zaliczył najszybsze okrążenia w dwóch ostatnich wyścigach. W ostatnim sprincie sezonu zajął dopiero 18. lokatę.
Ostatecznie Schumacher zdobył tytuł mistrza Formuły 2 pokonując Brytyjczyka Calluma Ilotta o 14 punktów. Tym samym Schumacher powtórzył schemat swoich wyników z Europejskiej Formuły 3, gdzie również w debiutanckim sezonie był 12., a następnie zdobył tytuł mistrzowski.

### Formuła 1
W kwietniu 2019 roku Mick Schumacher był kierowcą testowym dwóch zespołów Formuły 1. Podczas testów w Abu Zabi prowadził bolid Scuderia Ferrari, a następnie Alfa Romeo.

#### Haas F1 (2021–2022)

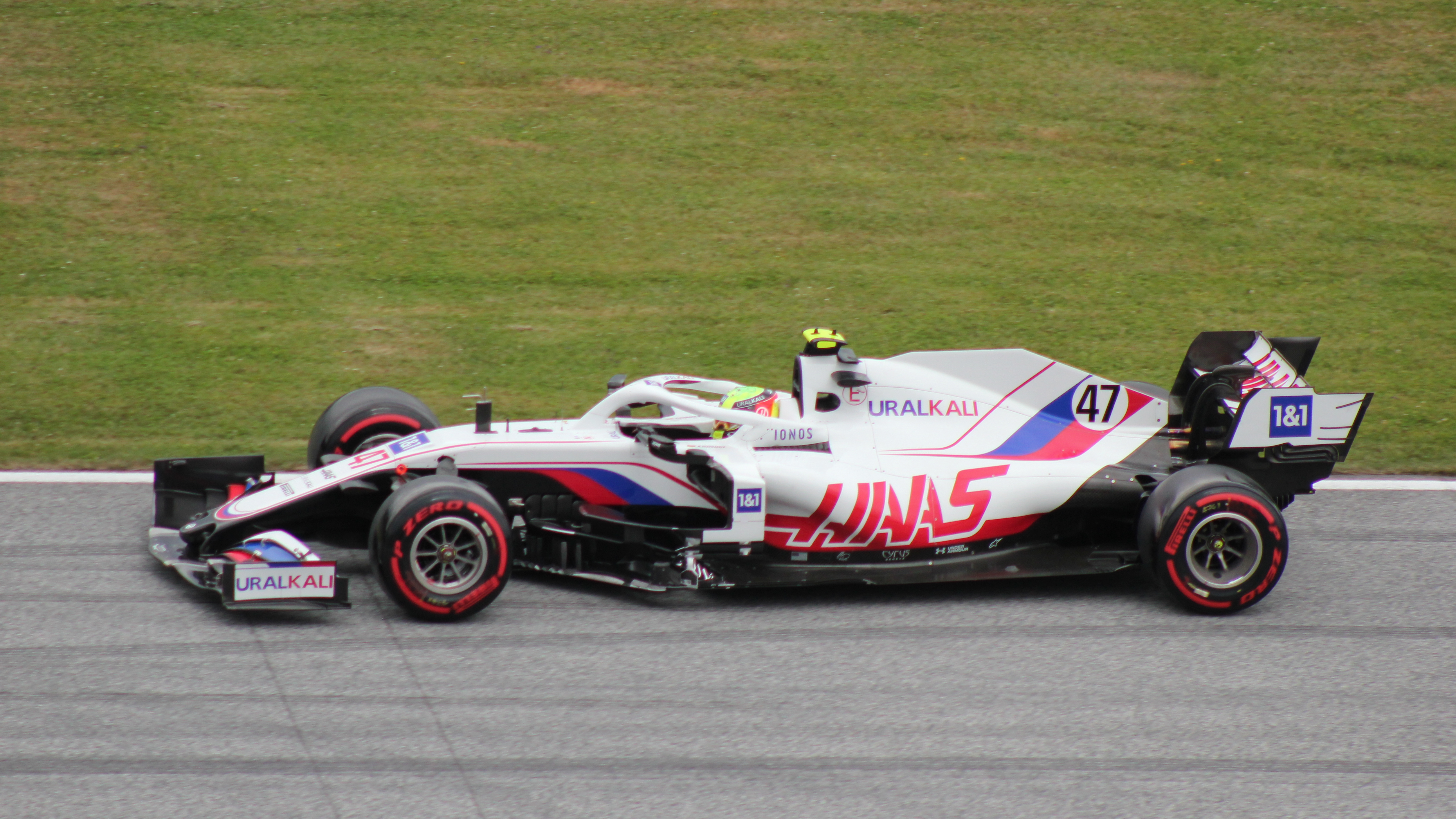
Mick Schumacher podczas Grand Prix Austrii w bolidzie Haas VF-21

W grudniu 2020 roku ogłoszono, że Schumacher zadebiutuje w mistrzostwach świata Formuły 1 jako kierowca zespołu Haas F1. Tym samym został trzecim członkiem rodziny Schumacherów, po ojcu Michaelu i wuju Ralfie, który został kierowcą tej serii. Jego partnerem z zespołu został Rosjanin Nikita Mazepin. Schumacher zdecydował się startować w Formule 1 z numerem 47 z kilku względów, jest to suma dat urodzenia jego rodziny, siódemka nawiązuje do siedmiu tytułów mistrzowskich jego ojca, zaś z czwórką startował w Formule 3.

## Wyniki
| Legenda oznaczeń w tabelach wyników Wyświetl szablon na nowej stronie | Legenda oznaczeń w tabelach wyników Wyświetl szablon na nowej stronie                                                                     |
| Oznaczenie                                                            | Wyjaśnienie |
| --------------------------------------------------------------------- | --- |
| Złoty                                                                 | Zwycięzca lub mistrzostwo |
| Srebrny                                                               | 2. miejsce lub wicemistrzostwo |
| Brązowy                                                               | 3. miejsce lub II wicemistrzostwo |
| Zielony                                                               | Ukończył, punktował (w klasyfikacji generalnej, gdy zdobył co najmniej jeden punkt na przestrzeni sezonu, poza trzema powyższymi opcjami) |
| Niebieski                                                             | Ukończył, nie punktował (w klasyfikacji generalnej, gdy nie zdobył co najmniej jednego punktu na przestrzeni sezonu)                      |
| Czerwony                                                              | Nie zakwalifikował się (NZ) |
| Czerwony                                                              | Nie prekwalifikował się (NPK) |
| Różowy                                                                | Nie ukończył (NU) |
| Różowy                                                                | Niesklasyfikowany (NS) (w klasyfikacji generalnej, gdy nie został sklasyfikowany w żadnym wyścigu sezonu)                                 |
| Czarny                                                                | Zdyskwalifikowany (DK) |
| Czarny                                                                | Wykluczony (WYK/EX) |
| Biały                                                                 | Nie wystartował (NW) |
| Biały                                                                 | Kontuzjowany (K/INJ) |
| Biały                                                                 | Wyścig odwołany (OD/C) |
| Bez koloru                                                            | Został wycofany (WYC/WD) |
| Bez koloru                                                            | Nie przybył (NP/DNA) |
| Bez koloru                                                            | Nie brał udziału w treningach (NT/DNP) |
| Bez koloru                                                            | Nie został zgłoszony (–) |
| Pogrubienie                                                           | Start z pole position |
| Kursywa                                                               | Najszybsze okrążenie wyścigu |
| †                                                                     | Nie ukończył, ale jego rezultat został zaliczony ze względu na przejechanie więcej niż 90% dystansu wyścigu.                              |
| *                                                                     | Sezon w trakcie |
| 1/2/3                                                                 | Punktowana pozycja w sprincie kwalifikacyjnym                                                                                             |
| Lista systemów punktacji Formuły 1                                    | |

### Europejska Formuła 3
| Rok  | Zespół                | Wyniki w poszczególnych eliminacjach | Wyniki w poszczególnych eliminacjach | Wyniki w poszczególnych eliminacjach | Wyniki w poszczególnych eliminacjach | Wyniki w poszczególnych eliminacjach | Wyniki w poszczególnych eliminacjach | Wyniki w poszczególnych eliminacjach | Wyniki w poszczególnych eliminacjach | Wyniki w poszczególnych eliminacjach | Wyniki w poszczególnych eliminacjach | Wyniki w poszczególnych eliminacjach | Wyniki w poszczególnych eliminacjach | Wyniki w poszczególnych eliminacjach | Wyniki w poszczególnych eliminacjach | Wyniki w poszczególnych eliminacjach | Wyniki w poszczególnych eliminacjach | Wyniki w poszczególnych eliminacjach | Wyniki w poszczególnych eliminacjach | Wyniki w poszczególnych eliminacjach | Wyniki w poszczególnych eliminacjach | Wyniki w poszczególnych eliminacjach | Wyniki w poszczególnych eliminacjach | Wyniki w poszczególnych eliminacjach | Wyniki w poszczególnych eliminacjach | Wyniki w poszczególnych eliminacjach | Wyniki w poszczególnych eliminacjach | Wyniki w poszczególnych eliminacjach | Wyniki w poszczególnych eliminacjach | Wyniki w poszczególnych eliminacjach | Wyniki w poszczególnych eliminacjach | Punkty | Pozycja |
| ---- | --------------------- | ------------------------------------ | ------------------------------------ | ------------------------------------ | ------------------------------------ | ------------------------------------ | ------------------------------------ | ------------------------------------ | ------------------------------------ | ------------------------------------ | ------------------------------------ | ------------------------------------ | ------------------------------------ | ------------------------------------ | ------------------------------------ | ------------------------------------ | ------------------------------------ | ------------------------------------ | ------------------------------------ | ------------------------------------ | ------------------------------------ | ------------------------------------ | ------------------------------------ | ------------------------------------ | ------------------------------------ | ------------------------------------ | ------------------------------------ | ------------------------------------ | ------------------------------------ | ------------------------------------ | ------------------------------------ | ------ | ------- |
| 2017 | Prema Powerteam       | SIL                                  | SIL                                  | SIL                                  | MNZ                                  | MNZ                                  | MNZ                                  | PAU                                  | PAU                                  | PAU                                  | HUN                                  | HUN                                  | HUN                                  | NOR                                  | NOR                                  | NOR                                  | SPA                                  | SPA                                  | SPA                                  | ZAN                                  | ZAN                                  | ZAN                                  | NÜR                                  | NÜR                                  | NÜR                                  | RBR                                  | RBR                                  | RBR                                  | HOC                                  | HOC                                  | HOC                                  | 94     | 12      |
| 2017 | Prema Powerteam       | 8                                    | 6                                    | 17                                   | 6                                    | 3                                    | 6                                    | 9                                    | 11                                   | 12                                   | 9                                    | 9                                    | 11                                   | 7                                    | 12                                   | NU                                   | 6                                    | 9                                    | 8                                    | 6                                    | 9                                    | 11                                   | 8                                    | 15                                   | 11                                   | 7                                    | 10                                   | 8                                    | 11                                   | 18                                   | 18                                   | 94     | 12      |
| 2018 | Prema Theodore Racing | PAU                                  | PAU                                  | PAU                                  | HUN                                  | HUN                                  | HUN                                  | NOR                                  | NOR                                  | NOR                                  | ZAN                                  | ZAN                                  | ZAN                                  | SPA                                  | SPA                                  | SPA                                  | SIL                                  | SIL                                  | SIL                                  | MIS                                  | MIS                                  | MIS                                  | NÜR                                  | NÜR                                  | NÜR                                  | RBR                                  | RBR                                  | RBR                                  | HOC                                  | HOC                                  | HOC                                  | 365    | 1       |
| 2018 | Prema Theodore Racing | 16                                   | 10                                   | 7‡                                   | 4                                    | 7                                    | 3                                    | 5                                    | 9                                    | 15                                   | 3                                    | NU                                   | 13                                   | 4                                    | NU                                   | 1                                    | NU                                   | 1                                    | 5                                    | 1                                    | 3                                    | 5                                    | 1                                    | 1                                    | 1                                    | 1                                    | 1                                    | 2                                    | 12                                   | 2                                    | 2                                    | 365    | 1       |

### Formuła 2
| Rok  | Zespół       | Wyniki w poszczególnych eliminacjach | Wyniki w poszczególnych eliminacjach | Wyniki w poszczególnych eliminacjach | Wyniki w poszczególnych eliminacjach | Wyniki w poszczególnych eliminacjach | Wyniki w poszczególnych eliminacjach | Wyniki w poszczególnych eliminacjach | Wyniki w poszczególnych eliminacjach | Wyniki w poszczególnych eliminacjach | Wyniki w poszczególnych eliminacjach | Wyniki w poszczególnych eliminacjach | Wyniki w poszczególnych eliminacjach | Wyniki w poszczególnych eliminacjach | Wyniki w poszczególnych eliminacjach | Wyniki w poszczególnych eliminacjach | Wyniki w poszczególnych eliminacjach | Wyniki w poszczególnych eliminacjach | Wyniki w poszczególnych eliminacjach | Wyniki w poszczególnych eliminacjach | Wyniki w poszczególnych eliminacjach | Wyniki w poszczególnych eliminacjach | Wyniki w poszczególnych eliminacjach | Wyniki w poszczególnych eliminacjach | Wyniki w poszczególnych eliminacjach | Punkty | Pozycja |
| ---- | ------------ | ------------------------------------ | ------------------------------------ | ------------------------------------ | ------------------------------------ | ------------------------------------ | ------------------------------------ | ------------------------------------ | ------------------------------------ | ------------------------------------ | ------------------------------------ | ------------------------------------ | ------------------------------------ | ------------------------------------ | ------------------------------------ | ------------------------------------ | ------------------------------------ | ------------------------------------ | ------------------------------------ | ------------------------------------ | ------------------------------------ | ------------------------------------ | ------------------------------------ | ------------------------------------ | ------------------------------------ | ------ | ------- |
| 2019 | Prema Racing | BHR                                  | BHR                                  | BAK                                  | BAK                                  | CAT                                  | CAT                                  | MON                                  | MON                                  | LEC                                  | LEC                                  | RBR                                  | RBR                                  | SIL                                  | SIL                                  | HUN                                  | HUN                                  | SPA                                  | SPA                                  | MNZ                                  | MNZ                                  | SOC                                  | SOC                                  | YAS                                  | YAS                                  | 53     | 12      |
| 2019 | Prema Racing | 8                                    | 6                                    | NU                                   | 5                                    | 15                                   | 12                                   | 13                                   | 11                                   | NU                                   | NU                                   | 18                                   | 4                                    | 11                                   | 6                                    | 8                                    | 1                                    | OD                                   | OD                                   | NU                                   | 6                                    | NU                                   | NU                                   | 9                                    | 11                                   | 53     | 12      |
| 2020 | Prema Racing | RBR                                  | RBR                                  | RBR                                  | RBR                                  | HUN                                  | HUN                                  | SIL                                  | SIL                                  | SIL                                  | SIL                                  | CAT                                  | CAT                                  | SPA                                  | SPA                                  | MNZ                                  | MNZ                                  | MUG                                  | MUG                                  | SOC                                  | SOC                                  | BHR                                  | BHR                                  | BHR                                  | BHR                                  | 215    | 1       |
| 2020 | Prema Racing | 11                                   | 7                                    | 4                                    | NU                                   | 3                                    | 3                                    | 9                                    | 14                                   | 7                                    | 2                                    | 6                                    | 3                                    | 3                                    | 2                                    | 1                                    | 3                                    | 5                                    | 4                                    | 1                                    | 3‡                                   | ⁮⁮⁮⁮⁮⁮⁮⁮⁮⁮⁮⁮⁮⁮⁮⁮⁮⁮⁮⁮⁮⁮⁮⁮⁮⁮⁮⁮⁮⁮⁮⁮⁮⁮4⁮⁮⁮⁮⁮⁮⁮⁮⁮⁮⁮⁮⁮⁮⁮⁮⁮⁮⁮⁮                                    | 7                                    | 6                                    | 18                                   | 215    | 1       |

‡ – kierowcy otrzymali połowę punktów, gdyż przejechano mniej niż 75% dystansu wyścigu

### Formuła 1
| Rok  | Zespół           | Samochód   | Silnik             | Wyniki w poszczególnych eliminacjach | Wyniki w poszczególnych eliminacjach | Wyniki w poszczególnych eliminacjach | Wyniki w poszczególnych eliminacjach | Wyniki w poszczególnych eliminacjach | Wyniki w poszczególnych eliminacjach | Wyniki w poszczególnych eliminacjach | Wyniki w poszczególnych eliminacjach | Wyniki w poszczególnych eliminacjach | Wyniki w poszczególnych eliminacjach | Wyniki w poszczególnych eliminacjach | Wyniki w poszczególnych eliminacjach | Wyniki w poszczególnych eliminacjach | Wyniki w poszczególnych eliminacjach | Wyniki w poszczególnych eliminacjach | Wyniki w poszczególnych eliminacjach | Wyniki w poszczególnych eliminacjach | Wyniki w poszczególnych eliminacjach | Wyniki w poszczególnych eliminacjach | Wyniki w poszczególnych eliminacjach | Wyniki w poszczególnych eliminacjach | Wyniki w poszczególnych eliminacjach | Punkty | Pozycja |
| ---- | ---------------- | ---------- | ------------------ | ------------------------------------ | ------------------------------------ | ------------------------------------ | ------------------------------------ | ------------------------------------ | ------------------------------------ | ------------------------------------ | ------------------------------------ | ------------------------------------ | ------------------------------------ | ------------------------------------ | ------------------------------------ | ------------------------------------ | ------------------------------------ | ------------------------------------ | ------------------------------------ | ------------------------------------ | ------------------------------------ | ------------------------------------ | ------------------------------------ | ------------------------------------ | ------------------------------------ | ------ | ------- |
| 2021 | Uralkali Haas F1 | Haas VF-21 | Ferrari 065 1.6T   | Bahrajn                              | Emilia-Romania                       | Portugalia                           | Hiszpania                            | Monako                               | Azerbejdżan                          | Francja                              |                                      | Austria                              | Wielka Brytania                      | Węgry                                | Belgia                               | Holandia                             | Włochy                               | Rosja                                | Turcja                               | Stany Zjednoczone                    | Meksyk                               |                                      | Katar                                | Arabia Saudyjska                     |                                      | 0      | 19      |
| 2021 | Uralkali Haas F1 | Haas VF-21 | Ferrari 065 1.6T   | 16                                   | 16                                   | 17                                   | 18                                   | 18                                   | 13                                   | 19                                   | 16                                   | 18                                   | 18                                   | 12                                   | 16                                   | 18                                   | 15                                   | NU                                   | 19                                   | 16                                   | NU                                   | 18                                   | 16                                   | NU                                   | 14                                   | 0      | 19      |
| 2022 | Haas F1 Team     | Haas VF-22 | Ferrari 066/7 1.6T | Bahrajn                              | Arabia Saudyjska                     | Australia                            | Emilia-Romania                       | Stany Zjednoczone                    | Hiszpania                            | Monako                               | Azerbejdżan                          | Kanada                               | Wielka Brytania                      | Austria                              | Francja                              | Węgry                                | Belgia                               | Holandia                             | Włochy                               | Singapur                             | Japonia                              | Stany Zjednoczone                    | Meksyk                               |                                      |                                      | 12     | 16      |
| 2022 | Haas F1 Team     | Haas VF-22 | Ferrari 066/7 1.6T | 11                                   | NW                                   | 13                                   | 17                                   | 15                                   | 14                                   | NU                                   | 14                                   | NU                                   | 8                                    | 6                                    | 15                                   | 14                                   | 17                                   | 13                                   | 12                                   | 13                                   | 17                                   | 15                                   | 16                                   | 13                                   | 16                                   | 12     | 16      |

### Podsumowanie
| Sezon   | Seria                      | Zespół                       | Wyścigi | P1 | PP | NO | Podium | Punkty | Pozycja |
| ------- | -------------------------- | ---------------------------- | ------- | -- | -- | -- | ------ | ------ | ------- |
| 2015    | Niemiecka Formuła 4        | Van Amersfoort Racing        | 22      | 1  | 0  | 0  | 2      | 92     | 10      |
| 2015–16 | MRF Challenge Formula 2000 | MRF Racing                   | 4       | 0  | 0  | 0  | 2      | 51     | 10      |
| 2016    | Niemiecka Formuła 4        | Prema Powerteam              | 24      | 5  | 4  | 2  | 12     | 322    | 2       |
| 2016    | Włoska Formuła 4           | Prema Powerteam              | 18      | 5  | 4  | 6  | 10     | 216    | 2       |
| 2016–17 | MRF Challenge Formula 2000 | MRF Racing                   | 16      | 4  | 2  | 1  | 9      | 215    | 3       |
| 2017    | Europejska Formuła 3       | Prema Powerteam              | 30      | 0  | 0  | 0  | 1      | 94     | 12      |
| 2017    | Grand Prix Makau           | Prema Powerteam              | 1       | 0  | 0  | 1  | 0      | —      | 16      |
| 2018    | Europejska Formuła 3       | Prema Theodore Racing        | 30      | 8  | 7  | 4  | 14     | 365    | 1       |
| 2018    | Grand Prix Makau           | SJM Theodore Racing by Prema | 1       | 0  | 0  | 0  | 0      | —      | 5       |
| 2019    | Formuła 2                  | Prema Racing                 | 22      | 1  | 0  | 1  | 1      | 53     | 12      |
| 2020    | Formuła 2                  | Prema Racing                 | 24      | 2  | 0  | 3  | 10     | 215    | 1       |
| 2021    | Formuła 1                  | Uralkali Haas F1             | 22      | 0  | 0  | 0  | 0      | 0      | 19      |
| 2022    | Formuła 1                  | Haas F1 Team                 | 22      | 0  | 0  | 0  | 0      | 12     | 16      |